# Pseudocyclosorus
Pseudocyclosorus, rod papratnica iz porodice Thelypteridaceae. Na popisu su 13 vrsta iz Indije, Himalaja, Kine, jugoistočne Azije, Filipina i tropske Afrike (u Africi 3 vrste).
Rod je opisan 1963..

## Vrste
1. Pseudocyclosorus camerounensis Holttum
2. Pseudocyclosorus canus (J.Sm.) Holttum & Grimes
3. Pseudocyclosorus esquirolii (C.Chr.) Ching
4. Pseudocyclosorus falcilobus (Hook.) Ching
5. Pseudocyclosorus johannae Holttum
6. Pseudocyclosorus ochthodes (Kunze) Holttum
7. Pseudocyclosorus ornatipes Holttum & J.W.Grimes
8. Pseudocyclosorus petrophilus (Copel.) Holttum
9. Pseudocyclosorus pseudofalcilobus W.M.Chu
10. Pseudocyclosorus pulcher (Bory ex Willd.) Holttum
11. Pseudocyclosorus stramineus Ching ex Y.X.Lin
12. Pseudocyclosorus subochthodes (Ching) Ching
13. Pseudocyclosorus tylodes (Kunze) Ching

## Sinonimi
- Cyclosorus subgen.Pseudocyclosorus (Ching) Panigrahi
- Thelypteris sect.Pseudocyclosorus (Ching) Fraser-Jenk.